# Iriao
Iriao, znany także jako Ethno-Jazz Band Iriao – gruziński zespół muzyczny grający jazz i folk oraz wykonujący gruziński śpiew polifoniczny, reprezentant Gruzji w 63. Konkursie Piosenki Eurowizji (2018).

## Historia zespołu
Zespół został założony w Tbilisi z inicjatywy kompozytora Dawita Malazonii, a w jego skład weszli także Nugzar Kawtaradze, Bidzina Murghulia, Lewan Abszilawa, Szalwa Gelekwa, Giorgi Abaszidze oraz Micheil Dżawachiszwili. Nazwa zespołu pochodzi od popularnej frazy iriao-uruao, odnoszącej się do gruzińskiego śpiewu jodlingowego krimanchuli. Ich debiutancki występ odbył się w stolicy Gruzji w czerwcu 2013. W 2014 zespół uczestniczył w Borneo Jazz Festival w Malezji. Występował także między innymi podczas Jakarta International Java Jazz Festival w Indonezji, Alfa Jazz Festival na Ukrainie oraz na festiwalach w Polsce i Austrii.
Repertuar zespołu opiera się na gruzińskiej muzyce polifonicznej, która została uznana przez UNESCO za arcydzieło ustnego i niematerialnego dziedzictwa ludzkości. Celem zespołu nie jest jednak unowocześnienie unikatowej muzyki ludowej, ale jej nasycenie i przyozdobienie elementami jazzu.
W lipcu 2017 telewizja SSM potwierdziła udział Gruzji w 63. Konkursie Piosenki Eurowizji w Lizbonie. W noc sylwestrową ogłoszono, że zespół Iriao został wewnętrznie wybrany przez telewizję na reprezentanta kraju. Konkursowa piosenka zespołu „For You” została opublikowana w lutym 2018. 10 maja 2018 zespół wystąpił z dziesiątym numerem startowym w drugim półfinale konkursu i zajął ostatnie, 18. miejsce, zdobywając 24 punkty i nie kwalifikując się do finału.